# 청천을 찔러라
《청천을 찔러라》(일본어: 青天を衝け 세이텡오 슷케[*])는 2021년 2월 14일부터 12월 26일까지 방영된 일본 NHK의 60번째 대하드라마이다.

## 개요
'일본 자본주의의 아버지'로 칭송받는 시부사와 에이이치(渋沢 栄一)를 주인공으로 한 작품으로, 막부 말기부터 메이지 시대를 다룬다. 시부사와 에이이치는 2024년부터 발행되는 일본국의 10000엔 지폐의 모델이기도 하다.

## 제작
2019년 9월 9일 제작발표회가 열렸다. 각본은 오오모리 미카가 썼으며 주인공은 요시자와 료가 맡게 되었다. 헤이세이 시대에 태어난 배우가 NHK 대하드라마의 주인공을 맡는 것은 요시자와 료가 최초이다.
드라마의 제목인 《청천을 찔러라(青天を衝け)》는 시부사와가 좋아했던 한시(漢詩)의 구절인 '勢衝青天攘臂躋 気穿白雲唾手征(푸른 하늘을 찌를듯한 기세로 팔꿈치를 걷어 붙이고 올라가서, 흰구름을 뚫고 나갈 기력으로 손에 침을 뱉고 나아간다)'라는 구절에서 따왔다.
제작을 총괄하는 카시 히로시는 "물결이 이는 격변의 시대를 그리고 싶어, 막말에서 메이지 시대를 소재로 정했다"고 설명하였으며, 각본가인 오오모리 역시 "격동하는 변혁의 시기를 그리고 싶었다. 다른 시대도 생각해봤지만, 막부 말기로 정했다."고 말했다.
전작인 《기린이 온다(麒麟がくる)》가 코로나19로 인해 방송 일정이 대폭 변경되었기 때문에, NHK 대하드라마 사상 최초로 2월에 방영이 시작되었다.

## 주요 내용
막부 말기의 무사시국에서 아이다마(藍玉) 물감의 염료 작업과 양잠으로 생업을 일삼던 농가에서 태어난 시부사와 에이이치 (배우 : 요시자와 료)는 고집불통이고 자기주장이 강한 성격이지만 수다스럽고 영리한 소년이다. 비슷한 시기에 미토의 번주인 도쿠가와 나리아키는 막부로부터 은거할 것을 명받는다. 도쿠가와 나리아키는 영민한 아들 시치로마루를 양자로 보내는데, 1847년 시치로마루는 에도에 입성하여 도쿠가와 요시노부가 된다.
한편 에이이치는 농가의 일을 맡으면서 오다카 도장에서 검술을 배운다. 개국과 사쿠라다문 밖의 변 등의 사건으로 혼란스러운 정국속에서 에이이치는 존왕양이 사상에 빠져든다.

## 등장 인물

### 시부사와가
- 시부사와 에이이치(渋沢栄一) : 주인공. (배우 : 요시자와 료), (아역: 고바야시 마사히토)
- 시부사와 이치로에몬(渋沢市郎右衛門) : 에이이치의 아버지. (배우 : 코바야시 카오루)
- 시부사와 에이(渋沢ゑい) : 에이이치의 어머니. (배우 : 와쿠이 에미)
- 시부사와 치요(渋沢千代, 오다카 치요 → 시부사와 치요) : 에이이치의 아내. (배우 : 하시모토 아이), (아역 : 이와사키 아이코)
- 요시오카 나카(吉岡なか, 시부사와 나카 → 요시오카 나카) : 에이이치의 누나. (배우 : 무라카와 에리), (아역 : 오다 나노하)
- 시부사와 테이(渋沢てい) : 에이이치의 여동생. (배우 : 후지노 료코), (아역 : 요시다 호노카)
- 시부사와 이치타로(渋沢市太郎) : 에이이치의 장남.
- 우타(うた, → 호즈미 우타코(穂積歌子)) : 에이이치의 장녀.

### 도쿠가와 요시노부와 주변인물

#### 요시노부 일가 (히토츠바시가)
- 도쿠가와 요시노부(徳川慶喜) : 에도 막부의 15대 쇼군. (배우 :쿠사나기 쓰요시)
- 도쿠신인(徳信院) : 도쿠가와 요시히사의 아내. (배우 : 미무라 리에)
- 도쿠가와 미카코 : 도쿠가와 요시노부의 정실. (배우 : 카와에이 리나)
- 도쿠가와 쿄코
- 도쿠가와 아츠시
- 도쿠가와 히사시

### 에도 막부

#### 도쿠가와 장군가
- 도쿠가와 이에요시 : 에도 막부의 12대 쇼군. (배우 :요시 이쿠조)
- 도쿠가와 이에사다 : 에도 막부의 13대 쇼군. (배우 :와타나베 다이치)
- 텐쇼인 : 이에사다의 정실. (배우 :카미시라이시 모네)
- 도쿠가와 이에모치 : 에도 막부의 14대 쇼군. (배우 :이소무라 하야토)
- 세이칸인노미야 : 이에모치의 정실. (배우 :후카가와 마이)
- 도쿠가와 이에사토 : 도쿠가와 종가 제16대 당주. (배우 :미타니 마사토)

#### 막각(막부의 최고 수뇌부)
- 아베 마사히로 : 노중 수좌. (배우 :오타니 료헤이)
- 구제 히로치카 : 노중. (배우 :사세 히로유키)
- 나이토 노부치카 : 노중. (배우 :카라사와 류노스케)
- 이이 나오스케 : 대로. (배우 :키시타니 고로)
- 홋타 마사요시 : 노중 수좌. (배우 :사토이 켄타)
- 마츠다이라 타다카타 : 노중. (배우 :카토 타다요시)
- 와키사카 야스오리 : 노중. (배우 :조 키리안)
- 안도 노부마사 : 와카도시요리. (배우 :이와세 료)
- 미즈노 타다키요 : 노중. (배우 :마츠무라 타케시)
- 사카이 타다시게 : 노중. 대로. (배우 :코야마 리키야)
- 아베 마사토 : 노중. (배우 :간 쿄타로)
- 타누마 오키타카 : 와카도시요리. (배우 :다나카 미오)
- 마츠마에 타카히로 : 노중. (배우 :호쿠토)
- 이타쿠라 카츠키요 : 노중. (배우 :나가이 히데키)
- 마츠다이라 노리카타 : 노중. (배우 :니시우미 켄지로)
- 오가사와라 나가미치 : 노중. (배우 :스즈키 류진)
- 타치바나 타네유키 : 와카도시요리. (배우 :쿠라하라 켄)

#### 파리 만국박람회 · 유학생
- 도쿠가와 아키타케(徳川昭武) (배우 : 이타가키 리히토)
- 타나베 타이치(田辺太一) (배우 : 야마나카 소우)
- 무코우야마 카즈후미(向山一履) (배우 : 오카모리 아키라)
- 스기우라 아이조(杉浦愛蔵) (배우 : 시손 준)
- 야마타카 노부아키라(山髙信離) (배우 : 야마모토 히로시)
- 타카마쓰 료운(高松凌雲) : 막부 의사. (배우 : 호소다 요시히코)
- 야마우치 분지로(山内文次郎) : 프랑스어 통역사. (배우 : 시부야 켄토)
- 야마우치 로쿠자부로(山内六三郎) (배우 : 마쓰나가 타쿠야)
- 호시나 슌타로(保科俊太郎) : 프랑스어 통역사. (배우 : 후지타 슌스케)
- 하야시 도사부로(林董三郎) (배우 : 도쿠이 타로)

## 방영 목록 및 시청률
7월 25일, 8월 1일, 8월 8일은 2020년 하계 올림픽 중계로 인해 결방되며, 8월 29일과 9월 5일은 2020년 하계 패럴림픽 중계로 인해 결방된다.
간토 지방을 중심으로 측정한 최고 시청률은 20.0% (제1회)이며, 최저 시청률은 최종회 (11.2%)이다. 평균 시청률은 13.6%이다.
| 회차        | 방송일      | 제목                                             | 연출            | 시청률 |
| ----------- | ----------- | ------------------------------------------------ | --------------- | ------ |
| 제1회       | 2월 14일    | 에이이치, 눈뜨다 栄一、目覚める                  | 구로사키 히로시 | 20.0%  |
| 제2회       | 2월 21일    | 에이이치, 뛰다 栄一、踊る                        | 구로사키 히로시 | 16.9%  |
| 제3회       | 2월 28일    | 에이이치, 업무 시작 栄一、仕事はじめ             | 구로사키 히로시 | 16.7%  |
| 제4회       | 3월 7일     | 에이이치, 분노하다 栄一、怒る                    | 무라하시 나오키 | 15.5%  |
| 제5회       | 3월 14일    | 에이이치, 흔들리다 栄一、揺れる                  | 무라하시 나오키 | 16.2%  |
| 제6회       | 3월 21일    | 에이이치, 두근거림 栄一、胸騒ぎ                  | 구로사키 히로시 | 15.5%  |
| 제7회       | 3월 28일    | 푸른하늘의 에이이치 青天の栄一                   | 무라하시 나오키 | 14.2%  |
| 제8회       | 4월 4일     | 에이이치의 결혼 栄一の祝言                       | 마츠키 켄스케   | 15.3%  |
| 제9회       | 4월 11일    | 에이이치와 사쿠라다문 밖의 변 栄一と桜田門外の変 | 무라하시 나오키 | 14.5%  |
| 제10회      | 4월 18일    | 에이이치, 지사가 되다 栄一、志士になる           | 마츠키 켄스케   | 13.9%  |
| 제11회      | 4월 25일    | 요코하마 방화 계획 横濱焼き討ち計画              | 구로사키 히로시 | 14.1%  |
| 제12회      | 5월 2일     | 에이이치의 여행 栄一の旅立ち                     | 구로사키 히로시 | 13.4%  |
| 제13회      | 5월 9일     | 에이이치, 교토에 栄一、京の都へ                  | 다나카 겐지     | 13.9%  |
| 제14회      | 5월 16일    | 에이이치와 운명의 주군 栄一と運命の主君          | 다나카 겐지     | 15.5%  |
| 제15회      | 5월 23일    | 토쿠다유, 사쓰마 잠입 篤太夫、薩摩潜入           | 카와노 히데아키 | 15.3%  |
| 제16회      | 5월 30일    | 은인 암살 恩人暗殺                               | 무라하시 나오키 | 14.6%  |
| 제17회      | 6월 6일     | 토쿠다유, 눈물의 귀경 篤太夫、涙の帰京           | 다나카 겐지     | 14.2%  |
| 제18회      | 6월 13일    | 히토츠바시의 마음 一橋の懐                       | 카와노 히데아키 | 14.2%  |
| 제19회      | 6월 20일    | 회계반장 시부사와 토쿠다유 勘定組頭 渋沢篤太夫   | 오자키 유토     | 13.6%  |
| 제20회      | 6월 27일    | 토쿠다유, 청천벽력 篤太夫、青天の霹靂            | 무라하시 나오키 | 14.6%  |
| 제21회      | 7월 4일     | 토쿠다유, 먼길로 篤太夫、遠き道へ                | 카와노 히데아키 | 16.5%  |
| 제22회      | 7월 11일    | 토쿠다유, 파리로 篤太夫、パリへ                  | 다나카 겐지     | 14.7%  |
| 제23회      | 7월 18일    | 토쿠다유와 마지막 쇼군 篤太夫と最後の将軍        | 다나카 겐지     | 14.1%  |
| 제24회      | 8월 15일    | 파리의 어일신 パリの御一新                       | 다나카 겐지     | 14.3%  |
| 제25회      | 8월 22일    | 토쿠다유, 귀국하다 篤太夫、帰国する              | 구로사키 히로시 | 12.0%  |
| 제26회      | 9월 12일    | 토쿠다유, 재회하다 篤太夫、再会する              | 구로사키 히로시 | 12.7%  |
| 제27회      | 9월 19일    | 토쿠다유, 슨푸에서 힘쓰다 篤太夫、駿府で励む     | 무라하시 나오키 | 12.6%  |
| 제28회      | 9월 26일    | 토쿠다유와 수많은 신들 篤太夫と八百万の神        | 구로사키 히로시 | 13.8%  |
| 제29회      | 10월 3일    | 에이이치, 개정하다 栄一、改正する                | 타지마 아키히로 | 13.1%  |
| 제30회      | 10월 10일   | 시부사와 에이이치의 아버지 渋沢栄一の父          | 구로사키 히로시 | 13.0%  |
| 제31회      | 10월 17일   | 에이이치, 최후의 변신 栄一、最後の変身           | 스즈키 와타루   | 14.0%  |
| 제32회      | 10월 24일   | 에이이치, 은행을 짓다 栄一、銀行を作る           | 무라하시 나오키 | 12.9%  |
| 제33회      | 10월 31일   | 논어와 주판 論語と算盤                           | 다나카 겐지     | 11.9%  |
| 제34회      | 11월 7일    | 에이이치와 전설의 상인 栄一と伝説の商人          | 카와노 히데아키 | 14.4%  |
| 제35회      | 11월 14일   | 에이이치, 대접하다 栄一、もてなす                | 다나카 겐지     | 12.9%  |
| 제36회      | 11월 21일   | 에이이치와 치요 栄一と千代                       | 구로사키 히로시 | 12.2%  |
| 제37회      | 11월 28일   | 에이이치, 몸부림치다 栄一、あがく                | 스즈키 와타루   | 12.0%  |
| 제38회      | 12월 5일    | 에이이치의 적남 栄一の嫡男                       | 와타나베 테츠야 | 12.6%  |
| 제39회      | 12월 12일   | 에이이치와 전쟁 栄一と戦争                       | 무라하시 나오키 | 11.9%  |
| 제40회      | 12월 19일   | 에이이치, 바다를 넘어서 栄一、海を越えて         | 구로사키 히로시 | 12.1%  |
| 제41회      | 12월 26일   | 청춘은 계속된다 青春はつづく                     | 구로사키 히로시 | 11.2%  |
| 평균 시청률 | 평균 시청률 | 평균 시청률                                      | 평균 시청률     | 13.6%  |